# جف چندلر
جف چاندلر (انگلیسی: Jeff Chandler؛ ۱۵ دسامبر ۱۹۱۸ – ۱۷ ژوئن ۱۹۶۱) یک هنرپیشه اهل ایالات متحده آمریکا بود. وی بین سال‌های ۱۹۴۵ تا ۱۹۶۱ میلادی فعالیت می‌کرد.
از فیلم‌های او می‌توان به دو پرچم به سوی غرب و لباس پاره‌پوره اشاره نمود.